# Villa Cassel
Koordinaten: 46° 22′ 35,8″ N, 8° 0′ 58,1″ O; CH1903: 644432 / 136300

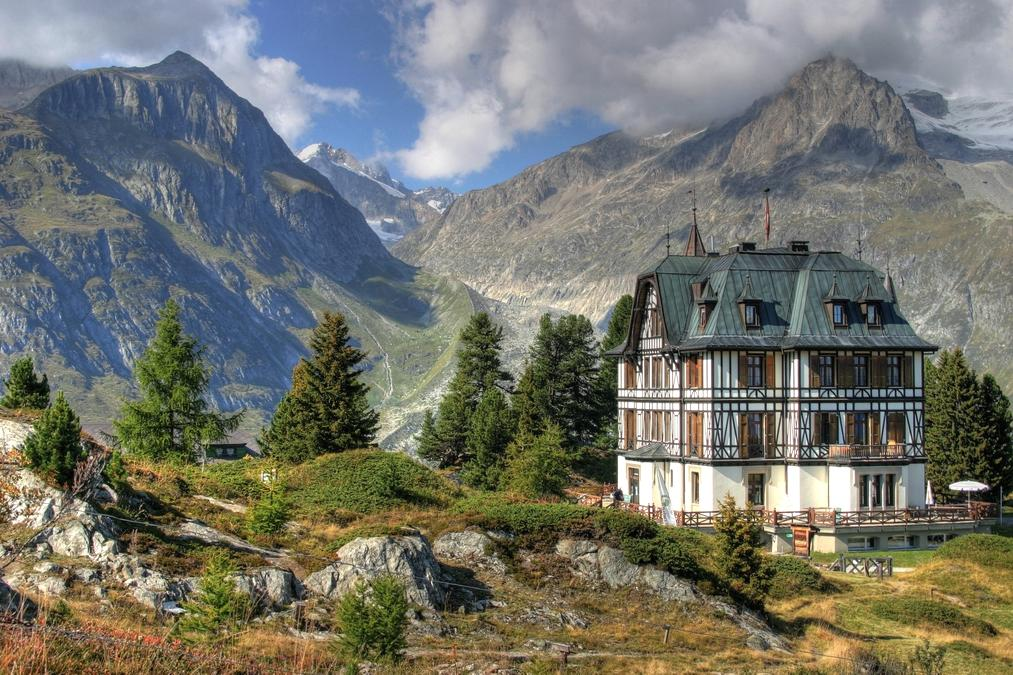
Die Villa Cassel auf der Riederfurka

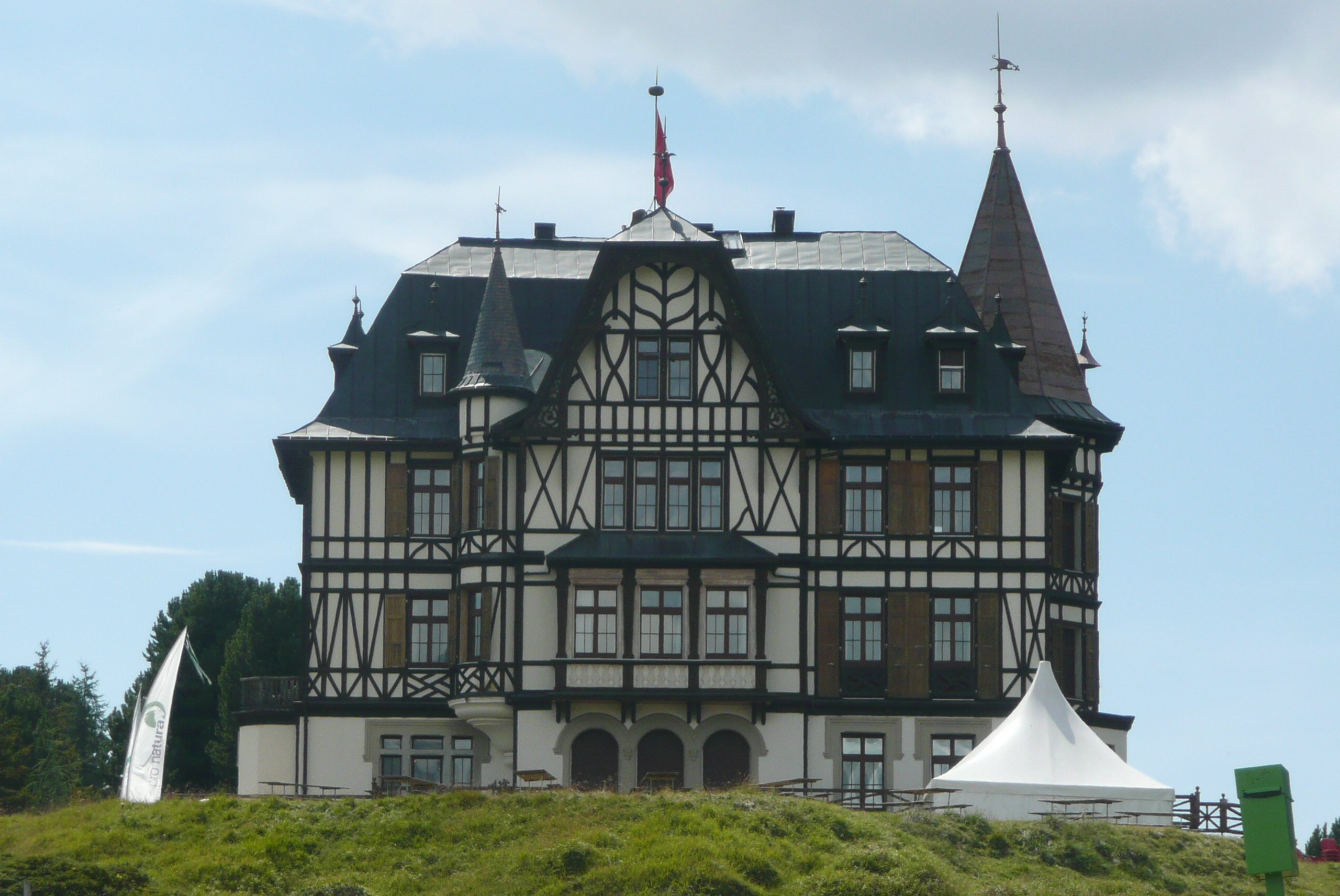
Frontalansicht

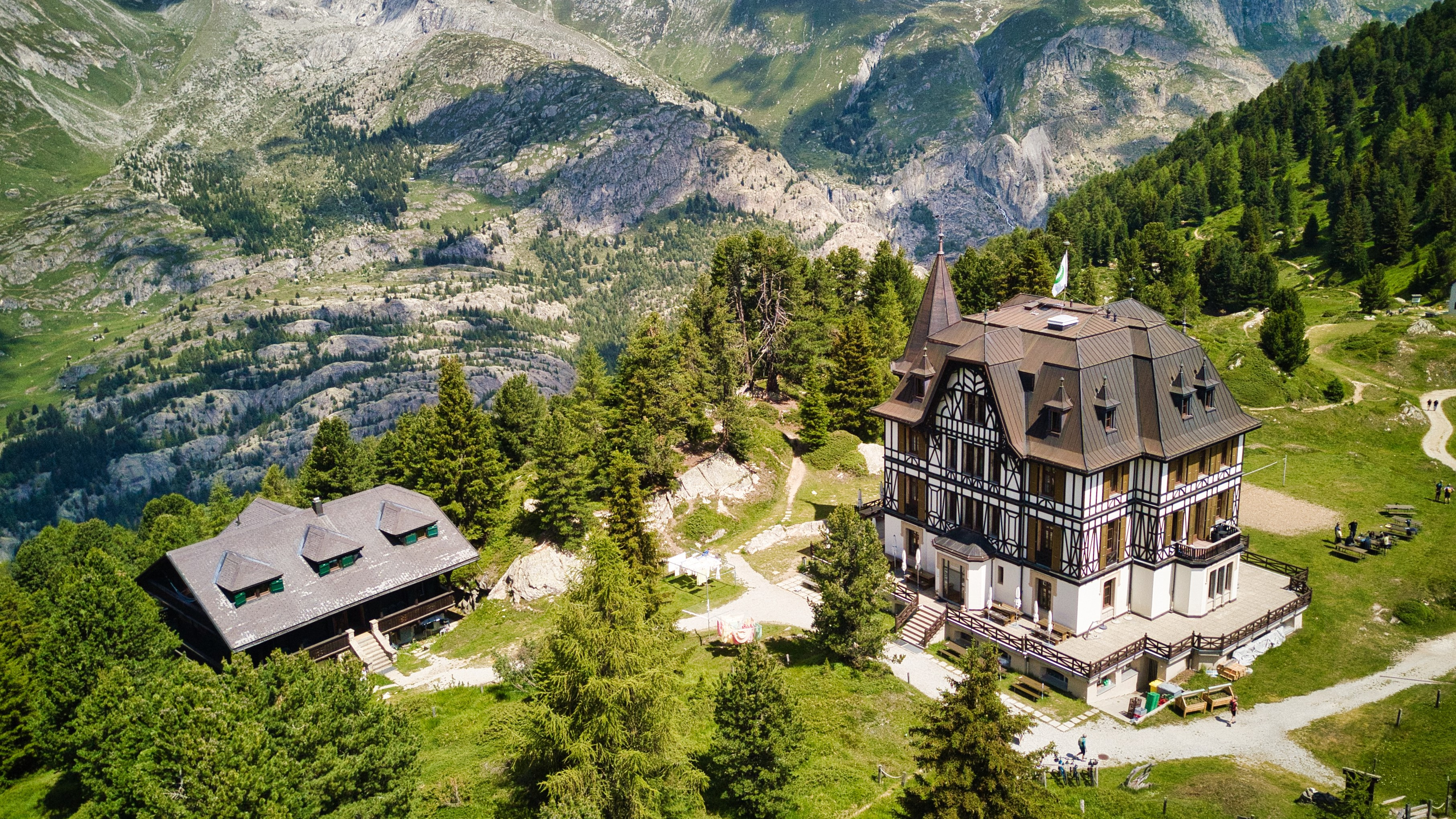
Luftaufnahme (Sommer 2023)

Die Villa Cassel ist eine von 1900 bis 1902 im viktorianischen Stil erbaute Villa in der Gemeinde Riederalp im Schweizer Kanton Wallis. Sie wurde im Auftrag des deutsch-englischen Bankiers Sir Ernest Cassel erbaut und von ihm bis zu Beginn des Ersten Weltkriegs als sommerlicher Wohnsitz genutzt. Nach dem Krieg diente die Villa bis 1969 als Hotel. Seit 1976 wird sie von Pro Natura als Pro Natura Zentrum Aletsch für Veranstaltungen und als Informationszentrum zum UNESCO-Weltnaturerbe Schweizer Alpen Jungfrau-Aletsch genutzt. Sie ist Kulturgut von regionaler Bedeutung und mit der KGS-Nr. 06959 in der Liste der Kulturgüter in Riederalp aufgeführt.

## Geschichte
Auf Anraten von Sir William Broadbent, dem Hofarzt von Königin Victoria, verbrachte Ernest Cassel 1895 den Sommer im Hotel «Riederfurka». Die Höhenlage und die Bergluft oberhalb der Riederalp und im Aletschwald sollten seine angeschlagene Gesundheit verbessern. Cassel empfand den damaligen Standard des Hotels, das nur mühsam über Maultiere versorgt wurde und lediglich kleine Bettkammern hatte, als unzureichend. Dennoch entschied er sich, auch in den Folgejahren im Sommer ins Wallis zu fahren. Bald fasste er den Entschluss, auf der Riederfurka ein eigenes Anwesen zu errichten, um auf Hotelübernachtungen verzichten zu können.
Erst nach Jahren erteilte die Gemeinde die Genehmigung für den exponierten Bau auf der Anhöhe hoch über dem Dorf. Mit umfangreichen Spenden für die Gemeindeschulen von Ried und Betten hatte Cassel schliesslich sein Ziel erreicht und erhielt das 13 000 Quadratmeter grosse Baugrundstück geschenkt. Die Bauarbeiten begannen im Sommer 1900, zwei Jahre später war die Villa bezugsfertig. Mit Ausnahme von örtlich verfügbaren Rohstoffen wie Stein und Holz mussten alle Baumaterialien und Einrichtungsgegenstände von Trägern und Saumtieren zum 2081 m ü. M. liegenden Bauplatz (südwestlich des Passes Riederfurka 2065 m ü. M.) geschleppt werden.
Insgesamt erhielt die Villa Cassel 25 Zimmer auf vier Etagen, zudem die Wirtschaftsräume im Untergeschoss. Neben der Küche lagen dort auch Weinkeller, Speisekammer und Werkstatt. Im Erdgeschoss befanden sich ein grosser Speisesaal, ein Salon und ein Fumoir sowie das Arbeitszimmer des Hausherrn. Die Räume waren mit hochwertigem Parkett ausgelegt, sie erhielten Kassettendecken, aufwändige Vertäfelungen und Stofftapeten. Erster und zweiter Stock waren den Schlafzimmern der Familie Cassel sowie ihrer Gäste vorbehalten. Unter dem Dach lagen schlichte Kammern für das umfangreiche Hauspersonal. Für das Personal gab es ein gesondertes Treppenhaus, die grosszügig angelegte geschwungene Treppe im Turm der Villa war der Familie des Hausherrn sowie ihren Gästen vorbehalten. Bereits 1901 hatte die Villa einen auf Kosten von Cassel angelegten Telefonanschluss erhalten.
Neben Cassel und seiner Familie, vor allem seiner Tochter und seinen beiden Enkelinnen sowie seiner Schwester und deren Kindern, nutzten in den Jahren bis 1914 viele Gäste die Villa. Zu den bekanntesten zählte Winston Churchill. Von ihm sind mindestens vier Aufenthalte belegt, die er vor allem für seine schriftstellerischen Arbeiten nutzte. Nach einer lokalen Anekdote störten ihn dabei die Kuhglocken der Umgebung, worauf Sir Ernest den Bauern Geld zahlte, damit diese die Kuhglocken mit Stroh ausstopften. Für die Einheimischen veranstaltete Cassel jährlich im August das «Casselfest» auf der Terrasse der Villa. Einige Jahre nach Fertigstellung der Villa liess er etwas abseits des Hauptgebäudes für seine Enkelinnen ein kleines Chalet im lokalen Baustil errichten.
Zuletzt verbrachte Sir Ernest Cassel den beginnenden Sommer 1914 auf der Riederfurka. Nach Ausbruch des Ersten Weltkriegs, den er noch durch seine Kontakte in die Politik und Finanzwelt zu verhindern suchte, verliess er die Villa. In den Kriegsjahren liess er die Villa zwar jeweils vorsorglich für einen Besuch herrichten, es kam jedoch nicht dazu. Sein zunehmend schlechter werdender Gesundheitszustand verhinderte schliesslich seine Rückkehr. Nach seinem Tod 1921 erbte seine Enkelin Edwina Ashley, später Ehefrau des letzten indischen Vizekönigs Lord Louis Mountbatten, die Villa. Sie verkaufte das Anwesen 1924 an eine einheimische Hoteliersfamilie, die die Villa zusammen mit dem kleinen Chalet der Enkelinnen als Hotel betrieb. Der durch die mühsamen Anlieferungen per Maultier teure Hotelbetrieb wurde in den 1960er Jahren zunehmend unrentabel, hinzu kam steigender Instandhaltungsaufwand. Der Hotelbetrieb endete daher 1969 und die Villa verfiel in den Folgejahren zunehmend.
Anfang der 1970er Jahre erwarb der damalige Schweizerische Bund für Naturschutz, die heutige Pro Natura, die Villa Cassel und begann mit ihrer Sanierung. Finanziert wurde der Umbau vor allem über Spenden, unter anderem über die Schoggitaler-Aktion 1974. Am 10. Juli 1976 konnte die Villa für ihre neue Aufgabe eingeweiht werden. Sie dient seitdem Pro Natura als Naturschutzzentrum für den Aletschwald und das Weltnaturerbe Schweizer Alpen Jungfrau-Aletsch. Zum Angebot zählen Exkursionen in den Aletschwald und auf den Aletschgletscher, Ausstellungen und Veranstaltungen. In der Villa und im Chalet stehen zudem mehrere Gästezimmer zur Verfügung.

## Alpengarten Pro Natura Zentrum Aletsch

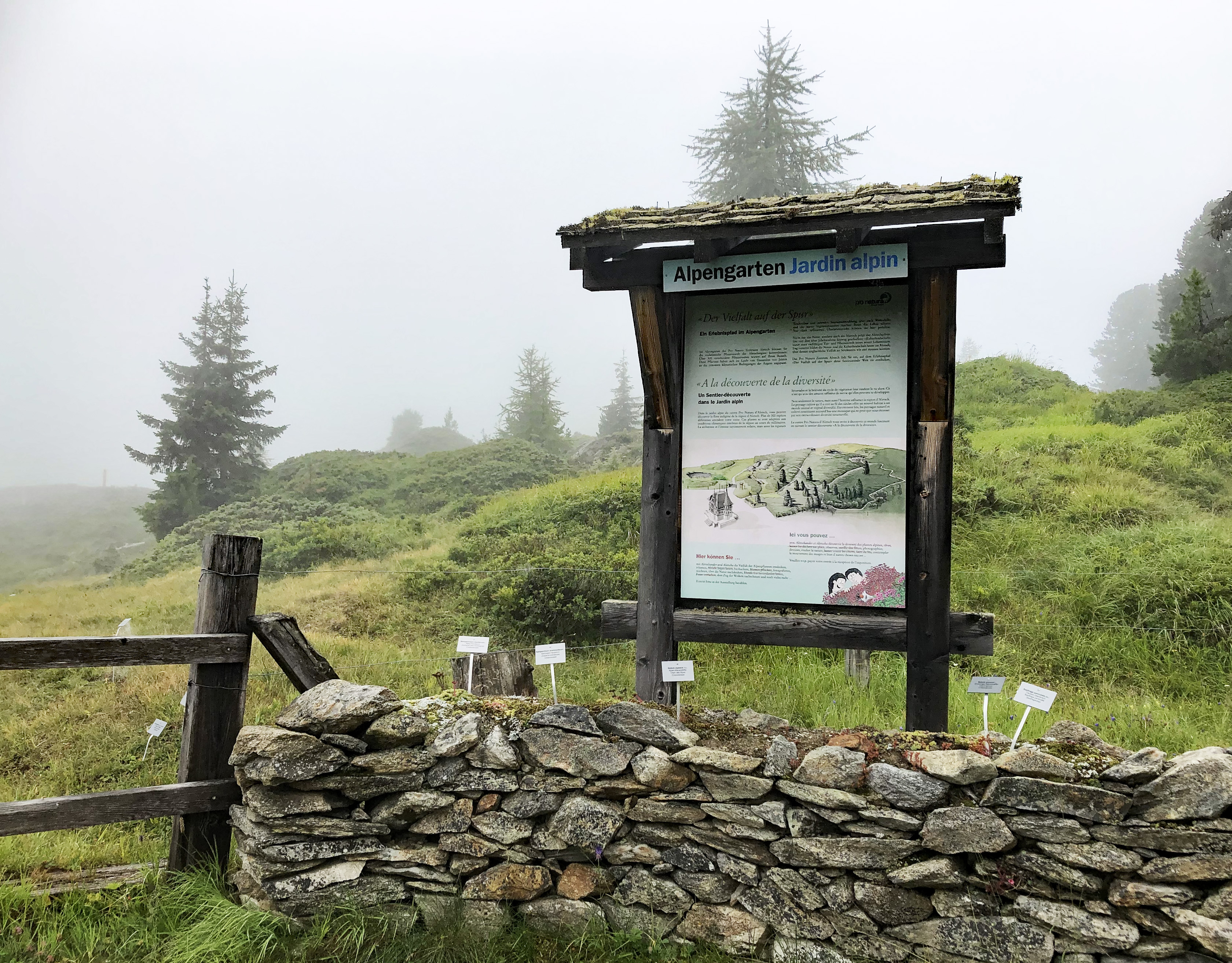
Der Alpengarten

Nahe bei der Villa Cassel legte das Pro Natura Zentrum einen Alpenpflanzengarten an. Das Areal erstreckt sich über eine frühere Weide- und eine Gebüschzone am nördlichen Ausläufer des Riederhorngrats. Gegen die anschliessende offene Weide im Osten ist der Pflanzengarten eingezäunt, am Berghang im Westen geht er in den lockeren Baumbestand des Aletschwalds über. Die Fläche liegt im Pro-Natura-Schutzgebiet «Aletsch» und am Rand des Jagdbanngebiets «Aletschwald», aber ausserhalb des Naturwaldreservats «Aletschwald».

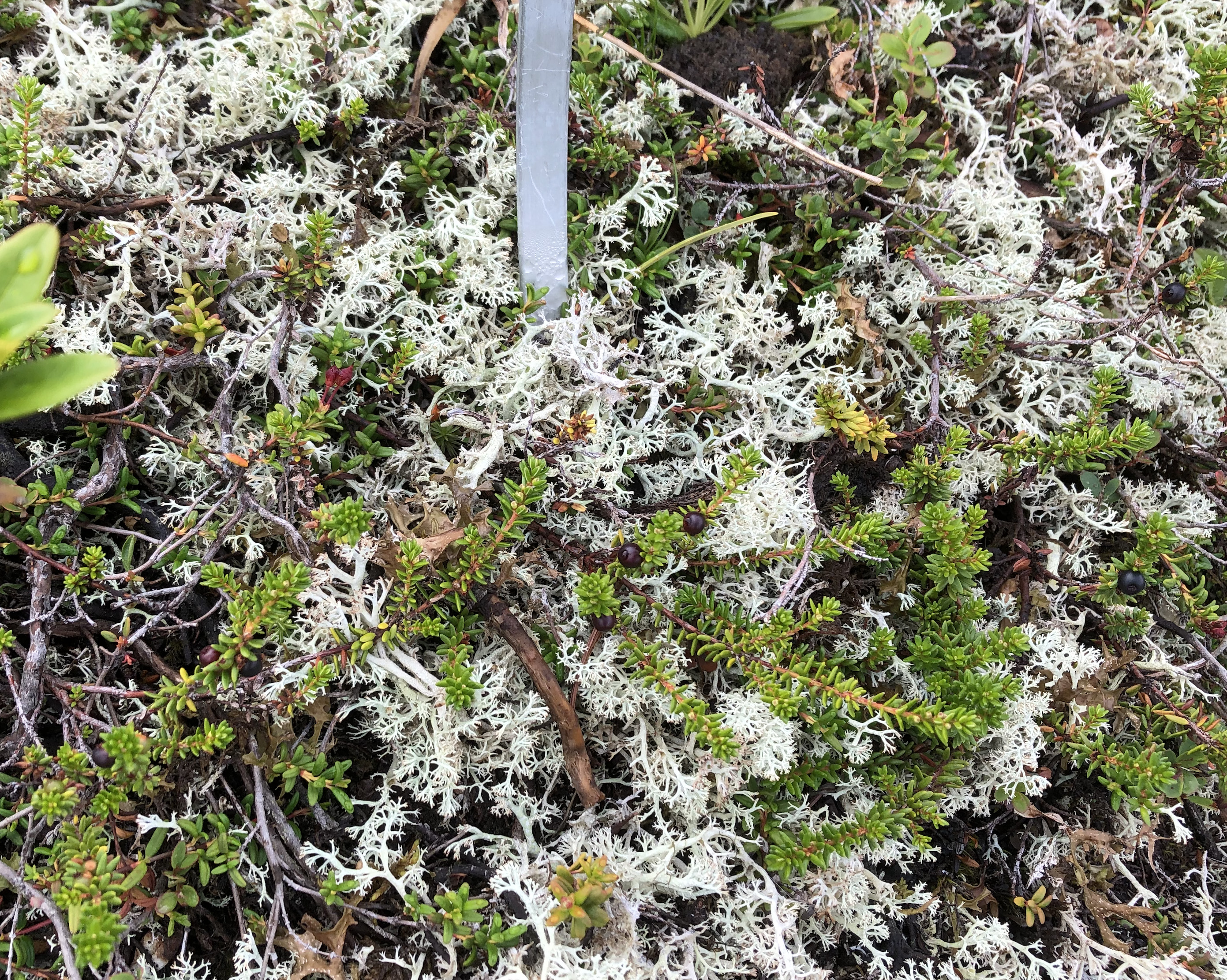
Rentierflechte

Das leicht ansteigende, teilweise felsige Gebiet weist Zonen mit Magerrasen, andere mit einem kleinen Feuchtgebiet und solche mit einem feuchten Bergwald auf. Zusätzlich zu den zahlreichen, früher schon auf den Felsrücken und den Wiesen wachsenden Arten setzte Pro Natura eine Auswahl weiterer Gebirgspflanzen in die verschiedenen Parzellen des botanischen Gartens. Neben den schmalen Pfaden werden die Vielfalt der Alpenpflanzen und der Pflanzenverbände der kollinen bis alpinen Höhenstufen präsentiert. Gewisse Strukturen und Böden wurden künstlich angelegt, um den Ansprüchen bestimmter Arten zu genügen. Nach der Tradition anderer botanischen Alpengärten entstanden unter anderem Bereiche mit einer Anhäufung grösserer Steine und mit sandigen, humusarmen Böden, auf Französisch «Rocailles» genannt. Ein Abschnitt des Gartens ist den Heilpflanzen unter den alpinen Gewächsen gewidmet und enthält auch Beerenpflanzen. Im Alpengarten kommen ungefähr 300 Pflanzenarten vor, von vielerlei Gräsern über Blütenpflanzen, Moose und Flechten bis hin zu Gehölzen und Bäumen. Seit 2024 besteht ein botanischer Lehrpfad durch das Gartengebiet, der auch auf Aspekte der Berglandwirtschaft eingeht.

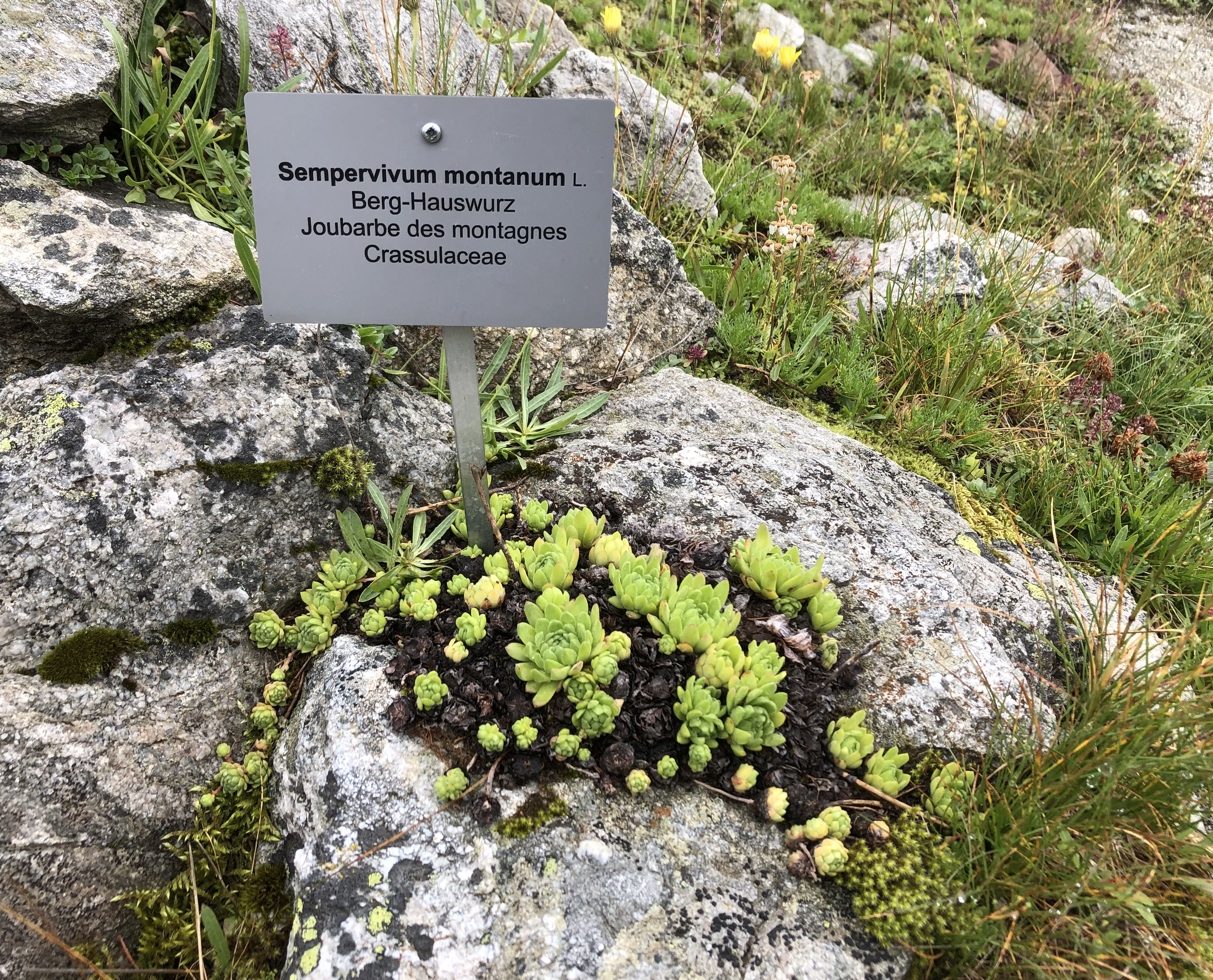
Hauswurz auf Felsformation

Zu den vielen Pflanzenarten im Alpengarten des Pro Natura Zentrums Aletsch gehören zum Beispiel Scheuchzers Glockenblume (Campanula scheuchzeri), der Zwerg-Wacholder (Juniperus communis), der Gebirgs-Feld-Thymian (Thymus praecox subsp. polytrichus), die Besenheide (Calluna vulgaris), die Alpen-Kratzdistel (Cirsium spinosissimum), die Arve (Pinus cembra), die Lärche (Larix decidua), die Spiessblättrige Weide (Salix hastata), die Schweizer Weide (Salix helvetica), der Alpen-Wundklee (Anthyllis vulneraria subsp. alpestris), verschiedene Steinbrecharten, der Berg-Hauswurz (Sempervivum montanum), die Alpenrose Rhododendron ferrugineum, Farne, der Schneetälchen-Frauenmantel (Alchemilla pentaphyllea), einige Orchideenarten oder die Heidelbeere (Vaccinium myrtillus).